# Keresztespuszta
Keresztespuszta Görcsönyhöz tartozó külterületi településrész Baranya vármegyében, a Pécsi járásban.

## Fekvése
Baranya vármegyében, Pécstől dél-délnyugatra, Aranyosgadány, Pellérd, Gyód és Görcsöny között található.
A Pécset Vajszlóval összekötő 5801-es út mentén fekszik, Pellérd és Görcsöny között. Ma csak ezen az egy közúton közelíthető meg, továbbá földút köti össze Aranyosgadánnyal, Gyóddal és Regenyével.
Hajdan érintette a Pécs–Harkány–Donji Miholjac-vasútvonal is, amit azonban 1971 nyarán megszüntettek. A vasút itteni állomása a Keménygadány-Keresztespuszta vasútállomás (az 1960-as években már csak Keresztespuszta vasútállomás) nevet viselte.

## Története
Keresztespuszta (Keresztes) nevét 1289-ben Kerestus néven említették egy korabeli oklevélben.
1289-ben IV. László (Kun László) király mint Szársomló vár tartozékát Lőrinc fia Kemény étekhordómesternek adta.
1960-ban 268 lakosa volt, a népesség folyamatosan csökken.

## Nevezetességei
- Gárdonyi Géza Egri csillagok című regénye ezen a helyen kezdődik.
- Egykori kúriájában ma[mikor?] módszertani otthon működik (a görcsönyi otthon része).